# Rosa dumalis
Rosa dumalis es una especie de planta con flores perteneciente a la familia Rosaceae.

## Distribución
Rosa dumalis se distribuye por Islandia, Albania, Austria, Bulgaria, República Checa, Eslovaquia, Dinamarca, Finlandia, Francia, Alemania, Grecia, Creta, Suiza, Países Bajos, España, Hungría, Italia, Bosnia y Herzegovina, Montenegro, Eslovenia, Croacia, Serbia, Kosovo, Macedonia , Portugal, Noruega, Polonia, Rumania, Estonia, Letonia, Lituania, Bielorrusia, Moldavia, Ucrania, Sicilia, Suecia, Cáucaso Norte, Argelia, Marruecos y Túnez.

## Taxonomía
Fue descrita científicamente por Bechst.
Tratamiento taxonómico
La especie aparece registrada y publicada en Forstbot 241, 969.